# Radio Wall of Sound
Radio Wall of Sound is een nummer van de Britse hardrockband Slade uit 1991. Het verscheen als nieuw nummer op hun verzamelalbum Wall of Hits.
Met "Radio Wall of Sound" was voor het eerst in lange tijd dat Slade weer eens een hit wist te scoren, nadat de band dat jarenlang niet meer had gedaan. Het was tevens ook de laatste hit voor de band. Het haalde een bescheiden 21e positie in het Verenigd Koninkrijk en de Vlaamse Radio 2 Top 30, terwijl het in de Nederlandse Top 40 de 14e positie wist te behalen en Alarmschijf werd.